# كين هوبارت
كين هوبارت (بالإنجليزية: Ken Hobart)‏ هو لاعب كرة قدم كندية أمريكي، ولد في 27 يناير 1961 في كامياه في الولايات المتحدة.